# سیارک ۱۸۷۳۵
سیارک ۱۸۷۳۵ (به انگلیسی: 18735 Chubko، نامگذاری:1998MH46) هجده هزار و هفتصد و سی و پنجمین سیارک کشف شده‌است که در ۲۳ ژوئن ۱۹۹۸ کشف شد.
قدر مطلق سیارک برابر ۲۲.۴ است.